# Fédération impériale
La Fédération impériale (en anglais Imperial Federation) est un projet politique britannique de la fin du XIXe siècle - début du XXe siècle. Son objectif est de transformer l'Empire britannique en État fédéral. Il est principalement défendu par les partisans de l'Unionisme britannique, tel que l'homme d'Etat britannique Joseph Chamberlain. Celui-ci soutient l'idée de l'union fédérale comme alternative aux propositions de William Gladstone pour l'autonomie en Irlande (mouvement du home rule).  

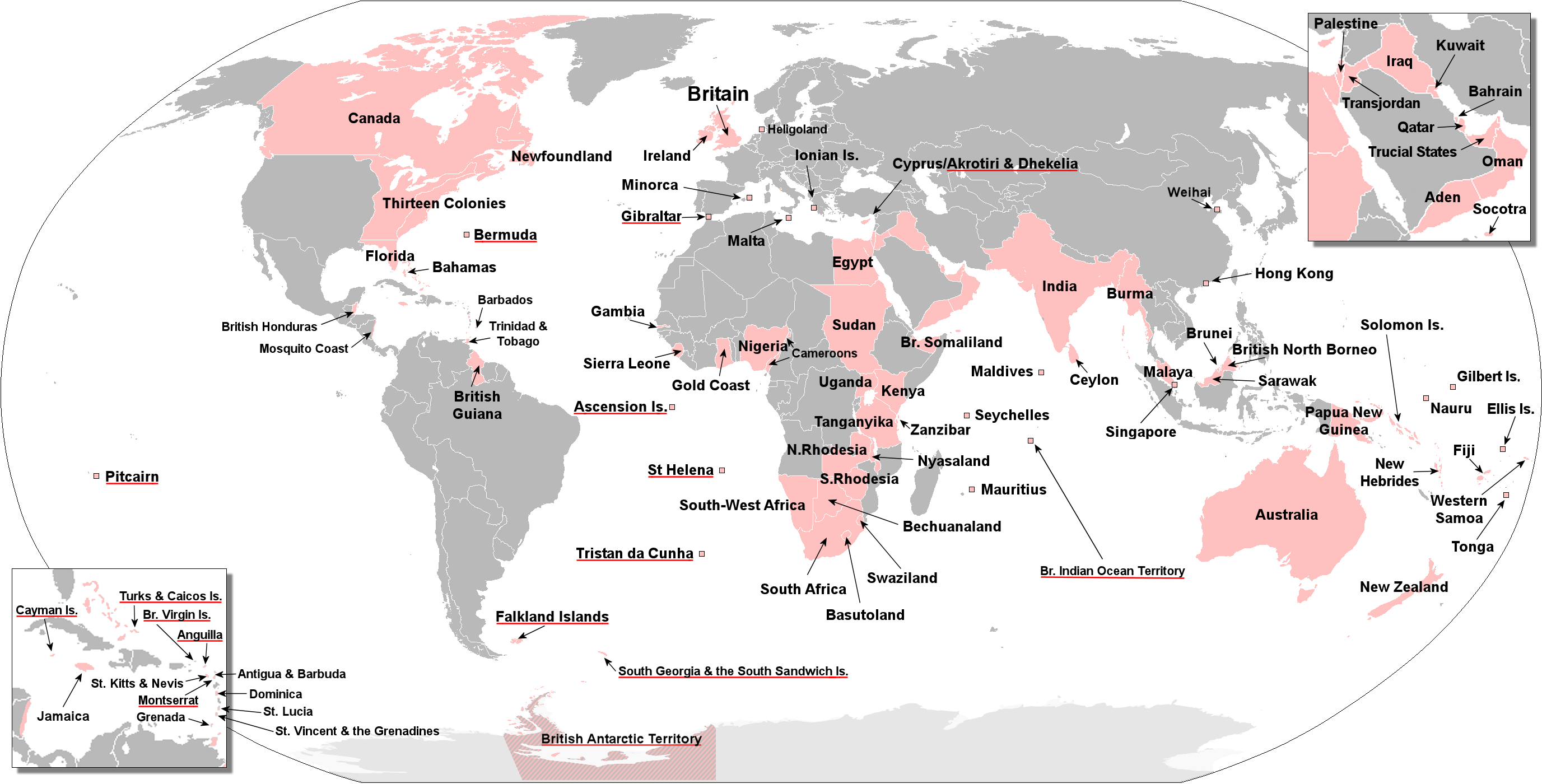
Territoires de l'Empire britannique. Le Royaume-Uni et les territoires d'outre-mer britanniques sont coloriés en rouge.

L'Imperial Federation League est fondée à Londres en 1884 afin de promouvoir concrètement le projet. De nombreuses propositions ont été avancées, la plupart appelant à un État unique doté d'un parlement impérial dont le siège est à Londres, mais aucune n’a obtenu le soutien de la majorité. En 1883, l'Imperial Federation League, s'est divisée en deux partis, l'une promouvant la défense impériale et l'autre encourageant le commerce impérial. Cependant, d'autres intentions similaires ont émergé et sont devenues populaires en Australie, au Canada, en Nouvelle-Zélande et dans d'autres territoires coloniaux. Le projet est considéré comme une des réflexions ayant mené au Commonwealth. La décolonisation finit par toucher une grande majorité des colonies britanniques à partir du milieu du XXe siècle.

## Motivations

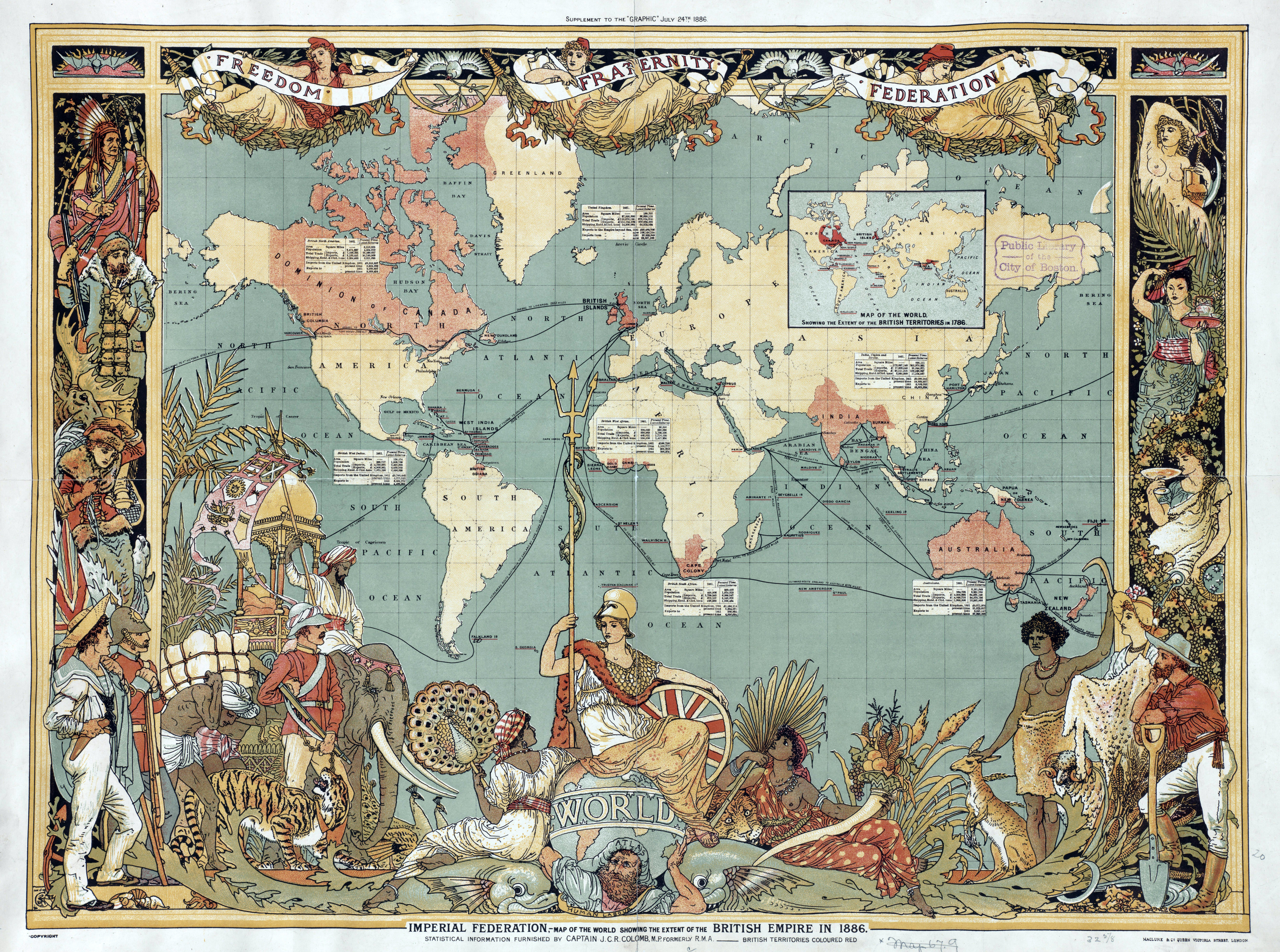
carte de 1886 d'une Fédération impériale, représentant l'empire britannique (avant son expansion en Afrique).

Le projet, aux contours assez flous, cherchait à résoudre les divers problèmes de l'empire : statuts différents (colonies, dominions) mais aussi le problème du Home Rule en Irlande. Il partait du principe que l'empire ne pouvait finir que de deux façons : dans la dissolution de la décolonisation, transformant la Grande-Bretagne en nation de second rang, ou dans la fédération.
Après le Brexit en 2016, quelques personnes au Royaume-Uni évoquent l'idée d'un CANZUK réunissant le Canada, l'Australie, la Nouvelle-Zélande à ce pays. 